# Альберт Скенлон
Альберт Джозеф Скенлон (англ. Albert Joseph Scanlon; 10 жовтня 1935, Манчестер, Англія — 22 грудня 2009, Солфорд, Англія) — англійський футболіст. Вихованець футбольної академії «Манчестер Юнайтед». Дебютував за основний склад «Юнайтед» в 1954 році. Допоміг клубу виграти два чемпіонські титули (1956 і 1957 років). Забив за клуб 35 м'ячів, включаючи 16 голів у 1959 році.

## Біографія
У віці 22 років він потрапив в авіакатастрофу, у якій отримав переломи черепа і ноги, а також пошкодження нирок. Але до початку сезону 1958/59 він повністю відновився від травми і повернувся в гру.
Перед авіакатастрофою йшли переговори про перехід Скенлона в «Арсенал», але йому так і не судилося відбутися.
У 1960 році Скенлон перейшов в «Ньюкасл Юнайтед» (цьому сприяв його дядько Чарлі Міттен, колишній гравець «Манчестер Юнайтед» і головний тренер «Ньюкасла»), але не зміг там добитися успіху, після чого виступав за клуби нижчих дивізіонів — «Лінкольн Сіті», «Мансфілд Таун» і «Белпер Таун», а в 1966 році завершив кар'єру.
13 травня 2007 року Альберт Скенлон разом з Біллом Фоулксом презентували чемпіонський кубок Прем'єр-ліги футболістам «Манчестер Юнайтед».
21 жовтня 2009 року Скенлон вступив в Солфордський королівський госпіталь з пневмонією та ураженням нирок. Більше місяця він провів у реанімації, але 22 грудня помер. Йому було 74 роки.

## Статистика виступів
| Клуб              | Сезон             | Лига | Лига | Кубки | Кубки | Кубок чемпіонів | Кубок чемпіонів | Всього | Всього |
| Клуб              | Сезон             | Ігри | Голи | Ігри  | Голи  | Ігри            | Голи            | Ігри   | Голи   |
| ----------------- | ----------------- | ---- | ---- | ----- | ----- | --------------- | --------------- | ------ | ------ |
| Манчестер Юнайтед | 1954/55           | 14   | 4    | 0     | 0     | -               | -               | 14     | 4      |
| Манчестер Юнайтед | 1955/56           | 6    | 1    | 0     | 0     | -               | -               | 6      | 1      |
| Манчестер Юнайтед | 1956/57           | 5    | 2    | 0     | 0     | 0               | 0               | 5      | 2      |
| Манчестер Юнайтед | 1957/58           | 9    | 3    | 2     | 0     | 3               | 0               | 14     | 3      |
| Манчестер Юнайтед | 1958/59           | 42   | 16   | 1     | 0     | 0               | 0               | 43     | 16     |
| Манчестер Юнайтед | 1959/60           | 31   | 7    | 3     | 1     | 0               | 0               | 34     | 8      |
| Манчестер Юнайтед | 1960/61           | 8    | 1    | 3     | 0     | 0               | 0               | 11     | 1      |
| Манчестер Юнайтед | Всього            | 115  | 34   | 9     | 1     | 3               | 0               | 127    | 35     |
| Ньюкасл Юнайтед   | 1960/61           | 21   | 5    | 4     | 1     | 0               | 0               | 25     | 6      |
| Ньюкасл Юнайтед   | 1961/62           | 1    | 0    | 1     | 0     | -               | -               | 2      | 0      |
| Ньюкасл Юнайтед   | Всього            | 22   | 5    | 5     | 1     | 0               | 0               | 27     | 6      |
| Лінкольн Сіті     | 1961/62           | 15   | 3    | 0     | 0     | -               | -               | 15     | 3      |
| Лінкольн Сіті     | 1962/63           | 32   | 8    | 7     | 1     | -               | -               | 39     | 9      |
| Лінкольн Сіті     | Всього            | 47   | 11   | 7     | 1     | 0               | 0               | 54     | 12     |
| Мансфілд Таун     | 1962/63           | 15   | 3    | 0     | 0     | -               | -               | 15     | 3      |
| Мансфілд Таун     | 1963/64           | 36   | 5    | ?     | ?     | -               | -               | ?      | ?      |
| Мансфілд Таун     | 1964/65           | 37   | 7    | ?     | ?     | -               | -               | ?      | ?      |
| Мансфілд Таун     | 1965/66           | 20   | 6    | ?     | ?     | -               | -               | ?      | ?      |
| Мансфілд Таун     | Всього            | 108  | 21   | 8     | 3     | 0               | 0               | 116    | 24     |
| Всього за кар'єру | Всього за кар'єру | 292  | 71   | 29    | 6     | 3               | 0               | 324    | 77     |